# Tavastland tartomány
Tavastland (finnül: Häme) Svédország-Finnország egyik történelmi tartománya. Szomszédai: Nyland, Egentliga Finland, Österbotten, Satakunda és Savolax tartományok.

## Tartomány
Fő szócikk: Dél-Finnország tartomány, Nyugat-Finnország tartomány
Savolax tartomány a mai Nyugat- és Dél-Finnország tartományok határain belül helyezkedik el.

## Történelem
A tartomány írott történelme a második svéd keresztes háborúval kezdődik 1239-ben. A Tavastehus (Hämeenlinna) vár építését az 1260-as években kezdték el Birger Jarl parancsa nyomán. A tervek szerint a központja lett a három vármegyének, a másik két vár Åbo (Turku) és Viborg (Viipuri) volt. A Pähkinäsaari-i béke után 1323-ban a vár elvesztette védelmi jelentőségét, de megmaradt adminisztratív központként.
A tartomány, amely Svédország egy része volt a 12. századtól kezdve, 1809 után Oroszország részeként létezett. A tartománynak ma már nincs adminisztratív jelentősége, de történelmi örökségként él tovább mindkét ország számára.

## Címer
A címert 1560-ban, I. Vasa Gusztáv temetésekor kapta. A címeren grófi korona található, de ugyanez a korona-szimbólum Svédországban bárói koronát jelképez.